# پاکارد بل
پکارد بل (انگلیسی: Packard Bell) یک شرکت کامپیوتری آمریکایی بود که به طور مستقل از سال ۱۹۸۶ تا ۱۹۹۶ فعال بود، اکنون به عنوان یک برند تولید کننده رایانه ثبت شده در هلند و زیر مجموعه شرکت ایسر  است. این شرکت در سال ۱۹۸۶ پس از اینکه سرمایه گذاران اسرائیلی - آمریکایی حقوق علامت تجاری Packard Bell  را خریداری کردند تأسیس شد.